# Pompcentrale

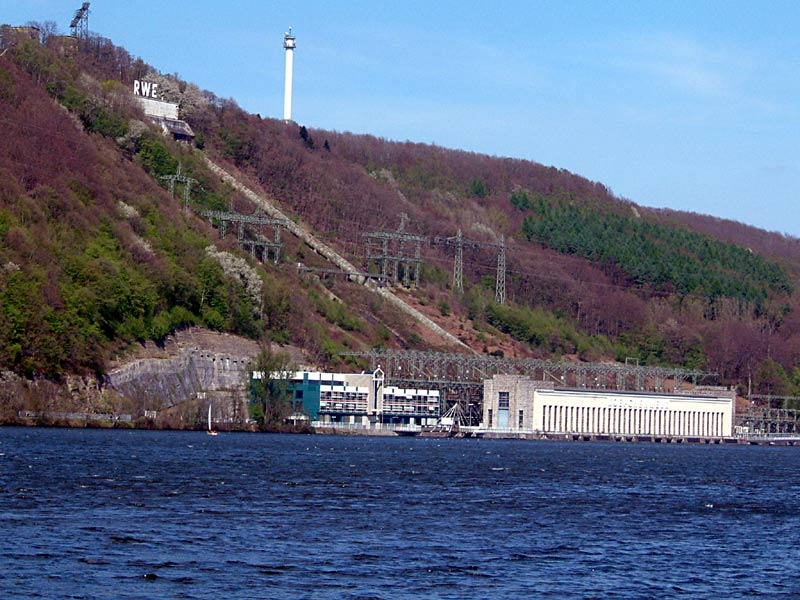
Het Koepchenwerk in Herdecke, Noordrijn-Westfalen (D)

Een pompcentrale is een waterkrachtcentrale waarin tijdens periodes met lage elektriciteitsvraag water wordt opgepompt naar een hoger gelegen spaarbekken. Als de elektriciteitsvraag hoog is, stroomt het water naar beneden en wordt met een generator elektriciteit opgewekt.
Deze techniek wordt ook gebruikt voor het afvlakken van de piekbelastingen van kolen- en kerncentrales. Hierdoor kunnen deze centrales zoveel mogelijk elektriciteit opwekken bij hun meest efficiënte vermogen. Bijkomend voordeel voor de energiemaatschappijen is, dat in sommige landen de op deze manier opgewekte elektriciteit als groene stroom verkocht mag worden. Doordat wind- en zonne-energie weersafhankelijk zijn en het aandeel ervan in de totale elektriciteitsproductie stijgt, neemt het belang van pompcentrales toe.
Er bestaan ideeën om hetzelfde principe toe te passen in gesloten kolenmijnen, waarbij het water 's nachts naar een spaarbekken bovengronds wordt gepompt. Wanneer er piekbelasting is, stroomt het water weer de schacht van de kolenmijn in, waar het een turbine aandrijft die zo diep mogelijk in de schacht is geplaatst.
Met pompcentrales kan een rendement van 70–80% worden bereikt. Deze techniek is op dit moment de meest economische manier voor het opslaan van grote hoeveelheden elektrische energie, maar de benodigde grote investeringen en de aanwezigheid van de juiste geografische omstandigheden zijn belangrijke beslisfactoren.
Ook zijn er plannen voor de bouw van "energie-atollen" die het hoogteverschil van het water in zee en op een kunstmatig spaarbekken op een eiland in zee gebruiken. Een voorbeeld hiervan was het Plan Lievense.

## Afbeeldingen

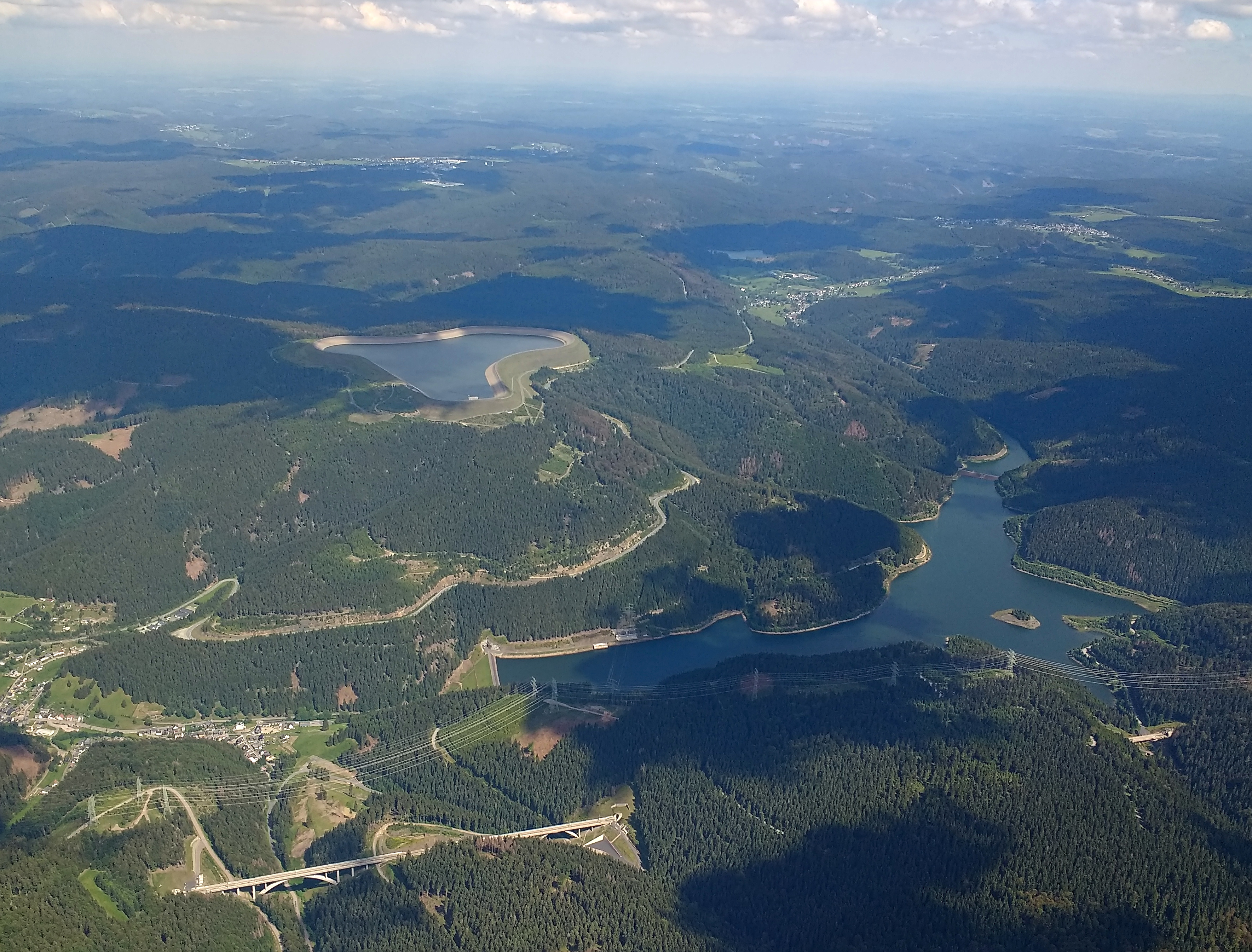
Pompcentrale in de Schwarza bij Goldisthal, Thüringen, Duitsland